# Juan Campisteguy
Juan Campisteguy Oxcoby (Montevidéu, 7 de setembro de 1859 - 4 de setembro de 1937), foi um advogado, político e militar uruguaio, Presidente do Uruguai entre 1927 e 1931. Membro do Partido Colorado, foi o primeiro presidente uruguaio a ser eleito através do voto universal direto.

## Biografia
Ele nasceu em Montevidéu. Filho de um soldado no Grande Cerco de Montevidéu, Campisteguy encerrou os estudos de direito em 1887. Participou da Revolução do Quebracho e escreveu no jornal El Día. Foi Ministro das Finanças em 1899. Foi Ministro do Interior de 1903 a 1904. Foi Presidente do Senado do Uruguai em 1905.
Campisteguy era anteriormente um aliado político próximo do presidente liberal do Uruguai José Batlle y Ordóñez, embora tenha mantido posteriormente uma relação política mais independente dentro do Partido Colorado do Uruguai.
Ele serviu como membro do Conselho Nacional de Administração em 1921. Mais tarde, como Presidente do Uruguai entre 1927 e 1931. Foi enquanto Campisteguy era Presidente em 1927 que as mulheres exerceram o voto pela primeira vez em uma eleição local (O Plebiscito de Cerro Chato de 1927).
Campisteguy foi sucedido como presidente por Gabriel Terra.
Ele morreu em Montevidéu em 1937.